# Metoda kija i marchewki

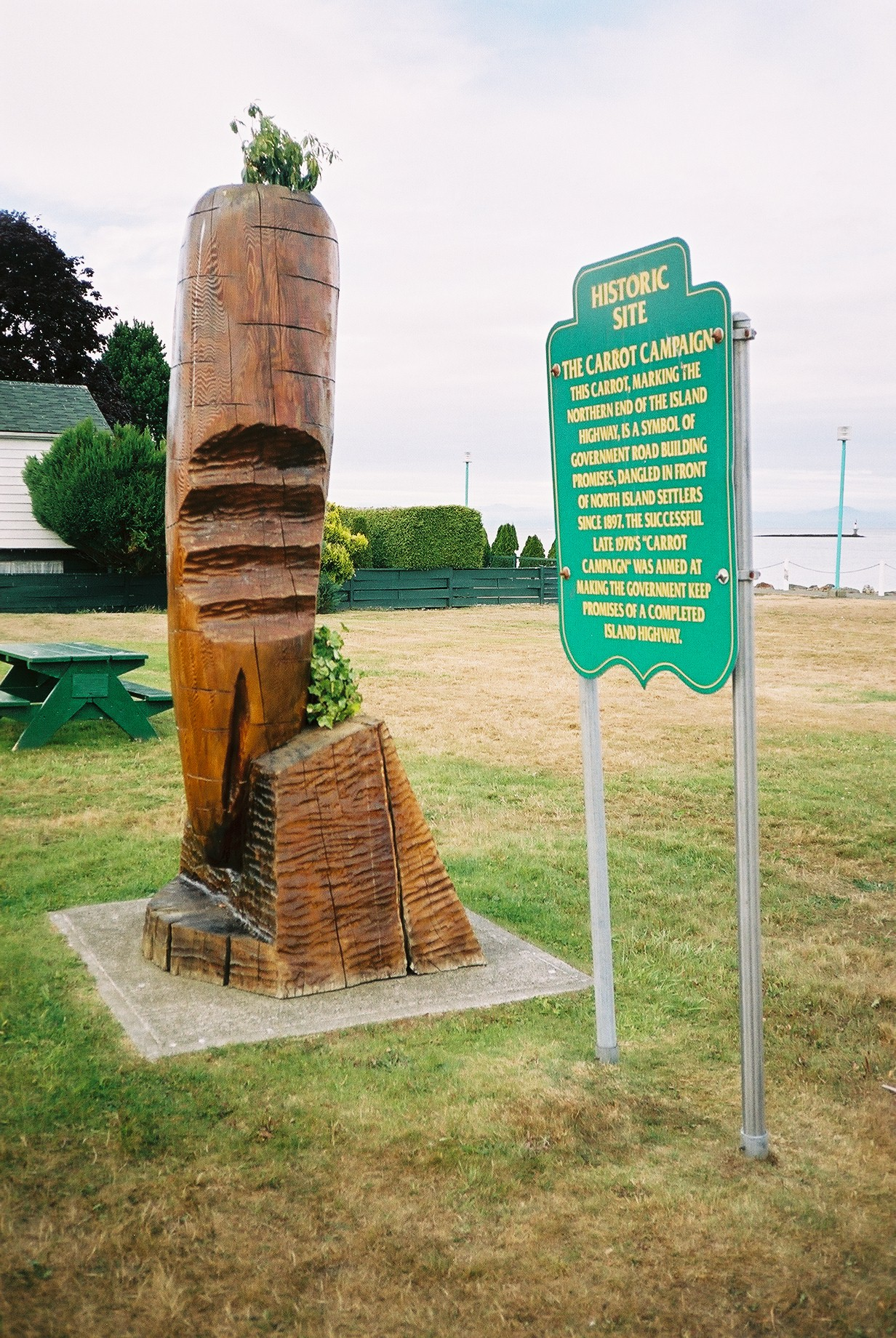
Pomnik marchewki postawiony w latach 70. XX wieku przez mieszkańców północnej wyspy Vancouver w Kanadzie, której rząd obiecywał utwardzoną drogę już od roku 1897

Metoda kija i marchewki – metoda wywierania wpływu, w której groźby (symbolizowane przez kij) są wymieszane z oferowanymi korzyściami (marchewka). W teorii motywacji jako kij i marchewka określa się bodźce negatywne i pozytywne wpływające na motywację. Zwraca się jednak uwagę, że jakkolwiek metoda ta jest czasami konieczna, w dłuższym okresie stanowi czynnik demotywujący.
